# Masters de Canadá 2001
El Masters de Canadá 2001 (también conocido como 2001 Canada Masters and the Rogers AT&T Cup por razones de patrocinio) fue un torneo de tenis jugado sobre pista dura. Fue la edición número 112 de este torneo. El torneo masculino formó parte de los ATP World Tour Masters 1000 en la ATP. La versión masculina se celebró entre el 30 de julio y el 5 de agosto de 2001.

## Campeones

### Individuales masculinos
Andrei Pavel vence a  Patrick Rafter, 7–6 (7–3), 2–6, 6–3.

### Dobles masculinos
Jiří Novák /  David Rikl vencen a  Donald Johnson /  Jared Palmer, 6–4, 3–6, 6–3.

### Individuales femeninos
Serena Williams vence a  Jennifer Capriati,  6–4, 6–7 (7–9), 6–3.

### Dobles femeninos
Kimberly Po-Messerli /  Nicole Pratt vencen a  Tina Križan /  Katarina Srebotnik, 6–3, 6–1.